# DR3
«ДР3» (DR3) — молодёжная телепрограмма Радио Дании. Передачи ведутся с 20:00 28 января 2013 года.
Включает в себя передачи самых разных жанров, с акцентом на науку, музыку, спорт, юмор, игровое кино и сериалы.

## Передачи

### Собственного производства
- Монте-Карло любит Путина
Сатирическая программа, в которой ведущие радиопрограммы «Monte Carlo» хотят попробовать жить, как президент Путин, для чего отправляются в Россию. Стараясь жить, как Путин, они стреляют из автомата Калашникова,   пилотируют военные истребители и летают на дельтапланах. В 2013 году передача была номинирована на Zulu Awards в категории «Лучшая датская оригинальная телепрограмма».
- Монте-Карло любит евреев
Сатирическая программа, участники которой отправляются в Израиль
- Монте-Карло любит США
Сатирическая программа, участники которой отправляются в США
- Fuckr med dn hjrne
- DR3 Dok
- De Uperfekte
- Selvoptaget
- Du Lyver!
- Absurdistan
- Hobby TV
- Thomas Skovs sportsprogram
- Storm I Et Glas Vand
- Menneskeforsøg
- Hjernevask
- Musik Dok - Kidd Life
- Den utrolige historie om Alexander Blomqvist

### Импортные
- 30 Rock
- The Walking Dead (телесериал)
- Girls
- Glee
- Misfits
- Parks and Recreation
- Family Guy
- Late Night with Jimmy Fallon
- Rookie Blue
- Doctor Who
- Sherlock (телесериал)
- X-Games (2013)
- NBA